# مقاطعة جينجانينج، قانسو
مقاطعة جينجننج هي منطقة إدارية في مقاطعة قانسو، الصين. وهي واحدة من 58 مقاطعة في مقاطعة قانسو. وهي جزء من محافظة بينجليانج، حيث تعد المدينة التي تحمل الاسم نفسه هي مقر المحافظة. الرمز البريدي للمقاطعة هو 743400، وفي عام 2006 بلغ عدد سكانها 463400 نسمة. ومقر المقاطعة هو تشنغقوان.
تشمل سلطة حكومة المقاطعة 19 بلدة و392 قرية و2320 مجتمعًا آخر و4 أحياء.

## التاريخ
توجد أدلة على وجود مستوطنات تعود إلى العصر الحجري الحديث في جينجنينج. كما كانت المنطقة مأهولة بالسكان خلال معظم تاريخ الصين، بما في ذلك فترة الممالك الثلاث. وقد تم تأريخ المواقع إلى عهد أسرة تشين. 
أثناء الحرب الصينية اليابانية الثانية، تم إخلاء المنطقة (1940). ودخلت المسيرة الشيوعية الطويلة جينجنينج في 10 سبتمبر 1935. وأقام ماو تسي تونج مقرًا في شي بو. وغادر الشيوعيون في الشهر التالي. ومع ذلك، تم الاستيلاء على المقاطعة تحت السيطرة الشيوعية من قبل جيش التحرير الشعبي خلال الحرب الأهلية الصينية. دخلت قوات جيش التحرير الشعبي في 6 أغسطس 1949. ولم تواجه مقاومة تذكر.

## الموقع الجغرافي
تقع في هضبة اللوس، على ارتفاع حوالي 2000 متر. تبلغ مساحة المقاطعة 2193 كيلومترًا مربعًا. من بين سكانها البالغ عددهم 463400 نسمة، هناك 444500 (95.92٪) مسجلون كعاملين في الزراعة. يشكل عرقا الهان والهوي معظم السكان. 

## المناخ
يبلغ متوسط درجة الحرارة السنوية 7.1 درجة مئوية (44.8 درجة فهرنهايت)، ويُصنف نظام المناخ على أنه شبه قاحل. المنطقة خالية من الصقيع لمدة 159 يومًا في السنة، ويبلغ متوسط ساعات سطوع الشمس 2238 ساعة في السنة. الصيف هو "موسم الأمطار" بينما الربيع والشتاء أكثر جفافًا. يبلغ متوسط هطول الأمطار السنوي 450.8 ملم (17.75 بوصة). 

## السياحة

### المعالم السياحية
- معبد وين مياو يعود تاريخه إلى عام 1543، وقد بناه العالم مينغ جياجينغ على مدار 21 عامًا. ويغطي المعبد مساحة تبلغ 18,076 مترًا مربعًا.
- مسجد جينجننج: بُني عام 1536 وكان يغطي في الأصل مساحة 700 متر مربع فقط، ولكن مع تدفق المسلمين إلى المقاطعة، زادت مساحته إلى 2100 متر مربع في عام 1712.
- جبل ووتاي
- جبل فنغتاي: يُطلق عليه أيضًا جبل إسطبلات الخيول.
- جبل إنقاذ التنين
- مدينة تشنغ جي الثقافية.
- حديقة جبل ويست لينج
- متحف جيشيبو التذكاري.
- غابة اللؤلؤ